# Philippe Fuchs
Philippe Fuchs (Ginevra, 1º gennaio 1921 – 2001) è stato un calciatore e allenatore di calcio svizzero con passaporto italiano.

## Carriera

### Calciatore
Dopo l'esordio nell'Urania Ginevra giocò per il Servette dal 1939 al 1945 mentre dal 1945 al 1947 militò in Francia con Olympique Lione e Saint-Étienne. Vestì la maglia del Padova dal 1948 al 1954. Nella stagione 1947-1948 giocò nel Venezia.

### Allenatore
Dal 1955 al 1957 allenò la Vibonese.